# Letnia sukienka
Letnia sukienka (fr. Une robe d’été) – francuski film krótkometrażowy z 1996 roku w reżyserii François Ozona. Zdjęcia kręcono w Lège-Cap-Ferret w departamencie Żyronda.
Głównym bohaterem filmu jest Luc, który spędza wakacje nad morzem ze swoim chłopakiem Sébastienem. Poszukując spokoju, udaje się na plażę, gdzie spotyka Lucię.

## Fabuła
Luc (Frédéric Mangenot) spędza wakacje nad morzem ze swoim zniewieściałym chłopakiem Sébastienem (Sébastien Charles). Podczas gdy Luc się opala, Sébastien włącza radio, a następnie tańczy i śpiewa do piosenki „Bang Bang (My Baby Shot Me Down)”, którą wykonuje Sheila. Luc zakłada okulary przeciwsłoneczne i krótko ogląda występ, po czym wyłącza radio i mówi, że potrzebuje spokoju, a występ Sébastiena męczy go i może w dodatku przyciągać uwagę sąsiadów. Ten jednak nie przejmuje się opinią głównego bohatera, prosi go o nabranie dystansu i nie przejmowanie się sąsiadami, po czym włącza ponownie radio z piosenką. Luc postanawia więc ubrać się i odchodzi, by pojechać rowerem na plażę. Tam rozbiera się do naga i wskakuje do morza, a następnie opala się. Niespodziewanie podchodzi do niego Lucia (Lucia Sanchez), hiszpańska turystka, która pyta go o ogień do papierosa i rozpoczyna rozmowę na temat pobytu chłopaka, a po chwili proponuje pójście do lasu i uprawianie seksu. Główny bohater zostawia wszystkie swoje ubrania i plecak na plaży, po czym bez wahania decyduje się na propozycję Lucii. Gdy oboje kładą się na ściółce leśnej, Lucia pyta Luca, czy uprawiał już wcześniej seks, na co chłopak zaprzecza. Po założeniu chłopakowi przez dziewczynę prezerwatywy dochodzi do zbliżenia. Po wszystkim dziewczyna proponuje chłopakowi papierosa, który odpowiada, że zostawił zapalniczkę z ubraniami na plaży. Okazuje się, że dziewczyna ma swoją, a pytanie na plaży o ogień było tylko okazją do poderwania chłopaka. Luc wyznaje wtedy, że nie tylko ona skłamała, gdyż uprawiał już wcześniej seks, ale nie z kobietą, zaprzeczając jednocześnie, iż jest gejem. Gdy wracają na plażę, dowiadują się, że ubrania Luca zostały skradzione. Lucia pożycza Lucowi swoją letnią sukienkę, aby nie musiał wracać do domu zupełnie nagi. Prosi jednak o zwrot sukienki następnego poranka, gdyż wyjeżdża. Noszenie kobiecej sukienki poprawia nastrój Luca. Po przyjeździe do domu Luc rozmawia z Sébastienem, a następnie zaczynają się całować, podśpiewując ulubioną jego piosenkę i uprawiają seks. Sébastien zdziera sukienkę z Luca podczas zbliżenia na kuchennym blacie. Po jego zakończeniu Sébastien bierze prysznic, a Luc szyje rozdartą podczas uprawiania seksu sukienkę. Gdy nastaje poranek, Luc ubiera się, zabiera sukienkę i wsiada na rower. Po raz ostatni spotyka Lucię, która mówi, że jej łódź właśnie odpływa i zostawia chłopakowi sukienkę na pamiątkę, gdyż może kiedyś jeszcze mu się przyda. Dziewczyna całuje Luca na pożegnanie. Ostatnia klatka filmu pokazuje Luca obserwującego odpływ statku, sukienkę owiniętą na jego szyi i powiewającą na wietrze.

## Obsada
- Frédéric Mangenot – Luc
- Sébastien Charles – Sébastien
- Lucia Sanchez – Lucia[1]

## Nagrody i wyróżnienia
Dzieło François Ozona stanowi jeden z najczęściej wyróżnianych i nagradzanych filmów krótkometrażowych w dorobku reżysera. Film zdobył główne nagrody na Festiwalu Europejskich Filmów Krótkometrażowych w Breście oraz na festiwalu Outfest, był również nominowany do nagrody Cezara. Film został zdigitalizowany i odrestaurowany w 2012 przez firmę Lumières Numérique, z myślą o jego dystrybucji na Międzynarodowym Festiwalu Filmów Krótkometrażowych w Clermont-Ferrand w 2013 z okazji trzydziestej edycji festiwalu.
Thibaut Schilt z Senses of Cinema przytacza ten film jako przykład trendu we francuskim kinie, prezentującego płynność przechodzenia z jednej identyfikacji płciowej w inną na „nowe, innowacyjne sposoby”.